# Широкое (Глуховский район)
Широкое (укр. Широке) — село,
Бачевский сельский совет,
Глуховский район,
Сумская область,
Украина.
Село ликвидировано в 1979-1982 годах.

## Географическое положение
Село Широкое находится на расстоянии в 1,5 км от рек Смолянка и Локня, недалеко от их истоков.
На расстоянии в 2,5 км расположены сёла Фотовиж, Толстодубово и Червоные Вышки.
Рядом с селом проходит граница с Россией.

## История
- 1979-1982 — село ликвидировано.